# 上越国際スキー場前駅
上越国際スキー場前駅（じょうえつこくさいスキーじょうまええき）は、新潟県南魚沼市樺野沢にある、東日本旅客鉄道（JR東日本）上越線の駅である。

## 概要
駅名にある通り、上越国際スキー場の最寄り駅として開設された。当初は冬季のみ営業の臨時駅であったが、現在は常設駅に昇格し、通年営業を行っている。ただし、2018年（平成30年）現在でも早朝・深夜には普通列車でありながら当駅を通過する列車があるほか、北越急行ほくほく線直通列車も冬季の一部の普通列車を除き、全列車が当駅を通過する。

## 歴史
- 1997年（平成9年）12月27日：JR東日本の臨時駅として開業。12月から3月のスキーシーズンのみ営業した[1]。
- 2003年（平成15年）4月1日：常設駅に昇格し、通年営業を開始[3]。
- 2017年（平成29年）：E129系電車運用時の車内自動放送における当駅の英称が「Jōetsukokusaiskijōmae」から「Jōetsu International Skiing Ground」に変更される。

## 駅構造
築堤上にある相対式ホーム2面2線を有する高架駅である。駅構内にはホーム相互間の連絡手段はなく、駅と立体交差する市道を経由しての徒歩連絡となる。双方向のホームの入り口に乗車駅証明書発行機が設置されている。
越後湯沢駅管理の無人駅で、駅舎はなく、プレハブの待合所があるのみである。

### のりば
| 番線 | 路線    | 方向 | 行先               |
| ---- | ------- | ---- | ------------------ |
| 1    | ■上越線 | 上り | 越後湯沢・水上方面 |
| 2    | ■上越線 | 下り | 六日町・長岡方面   |

冬季を除き十日町・直江津方面は次の六日町駅で乗り換える必要がある。

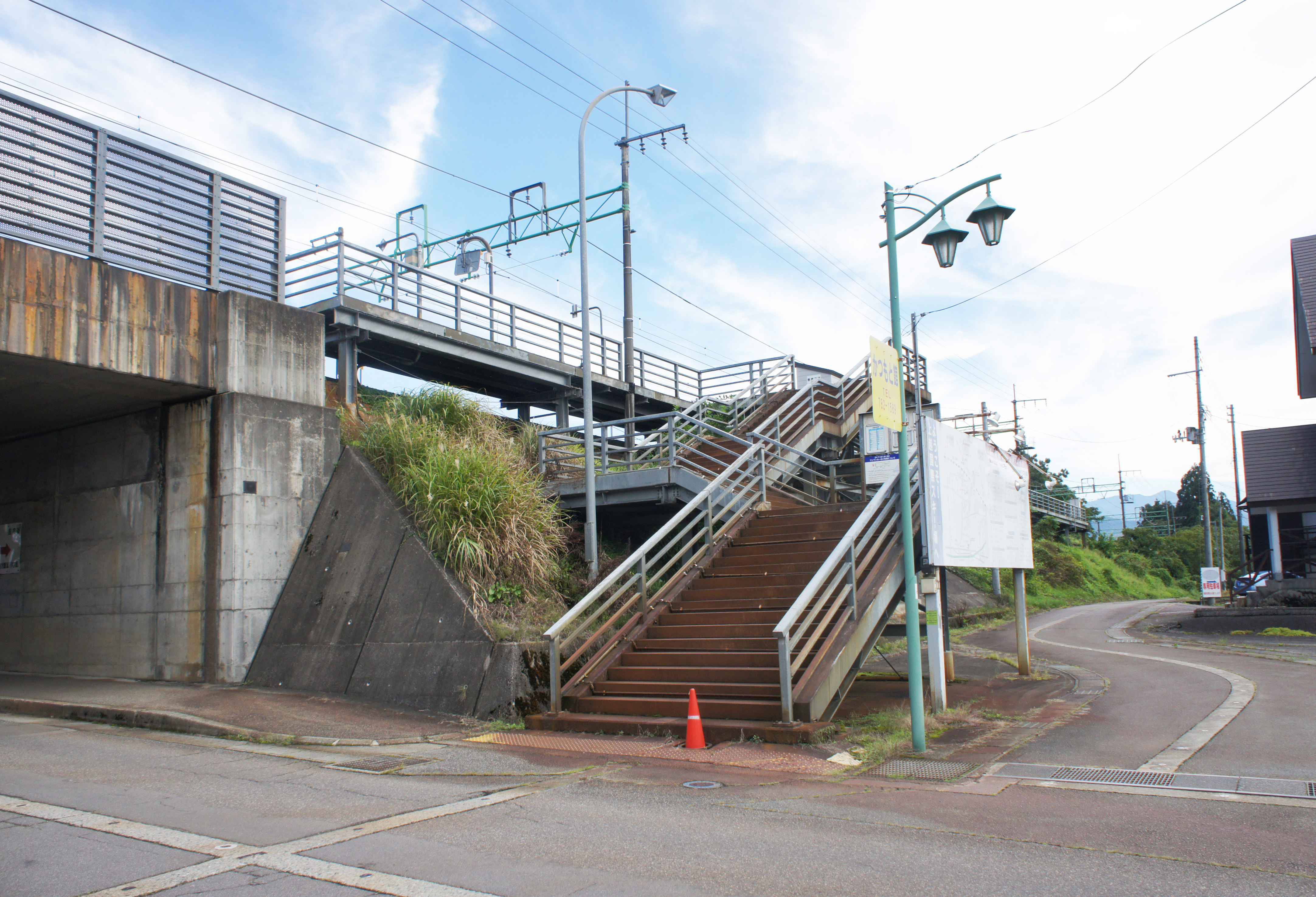
1番線ホーム出入口（2021年9月）
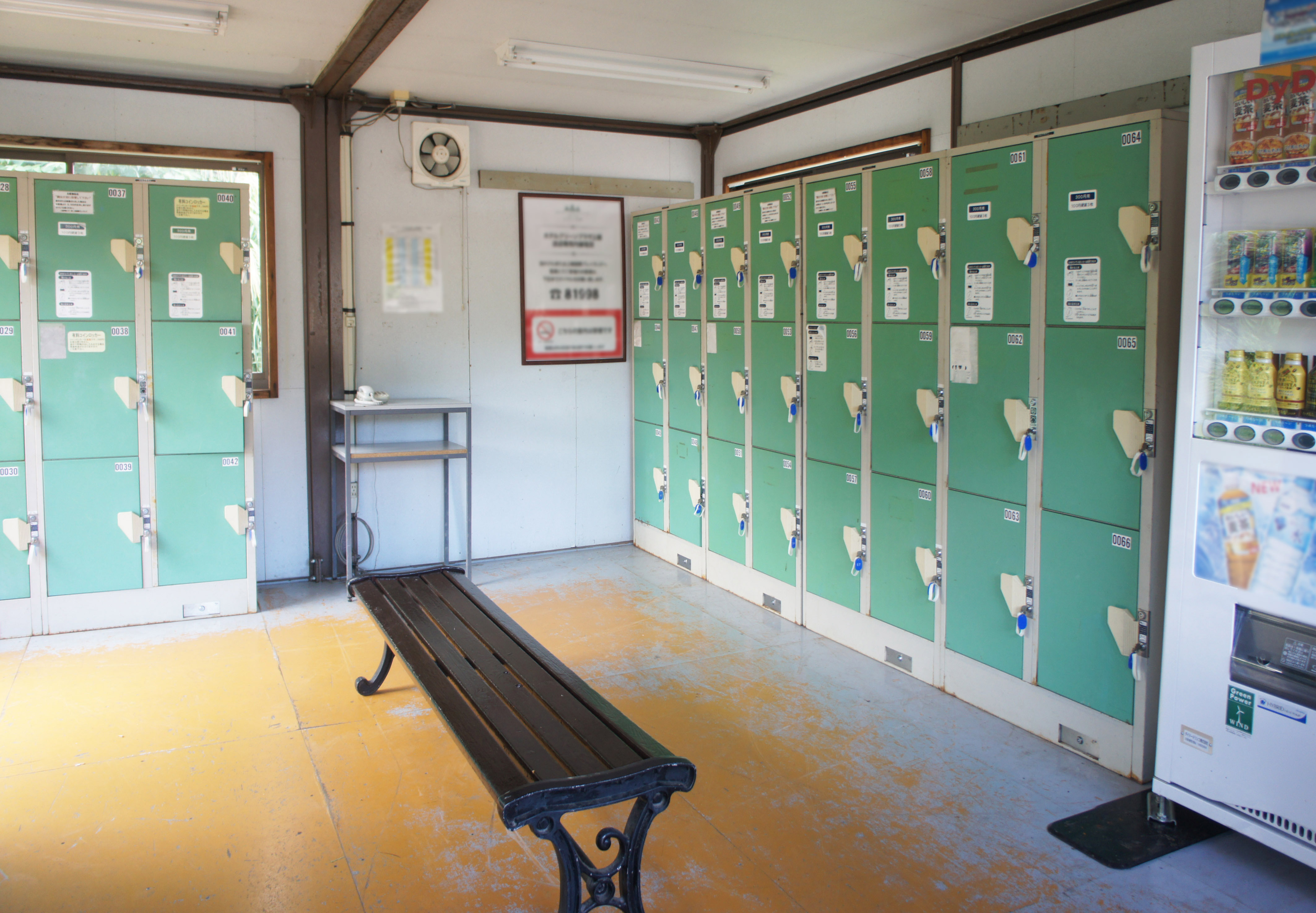
待合室内（2021年9月）
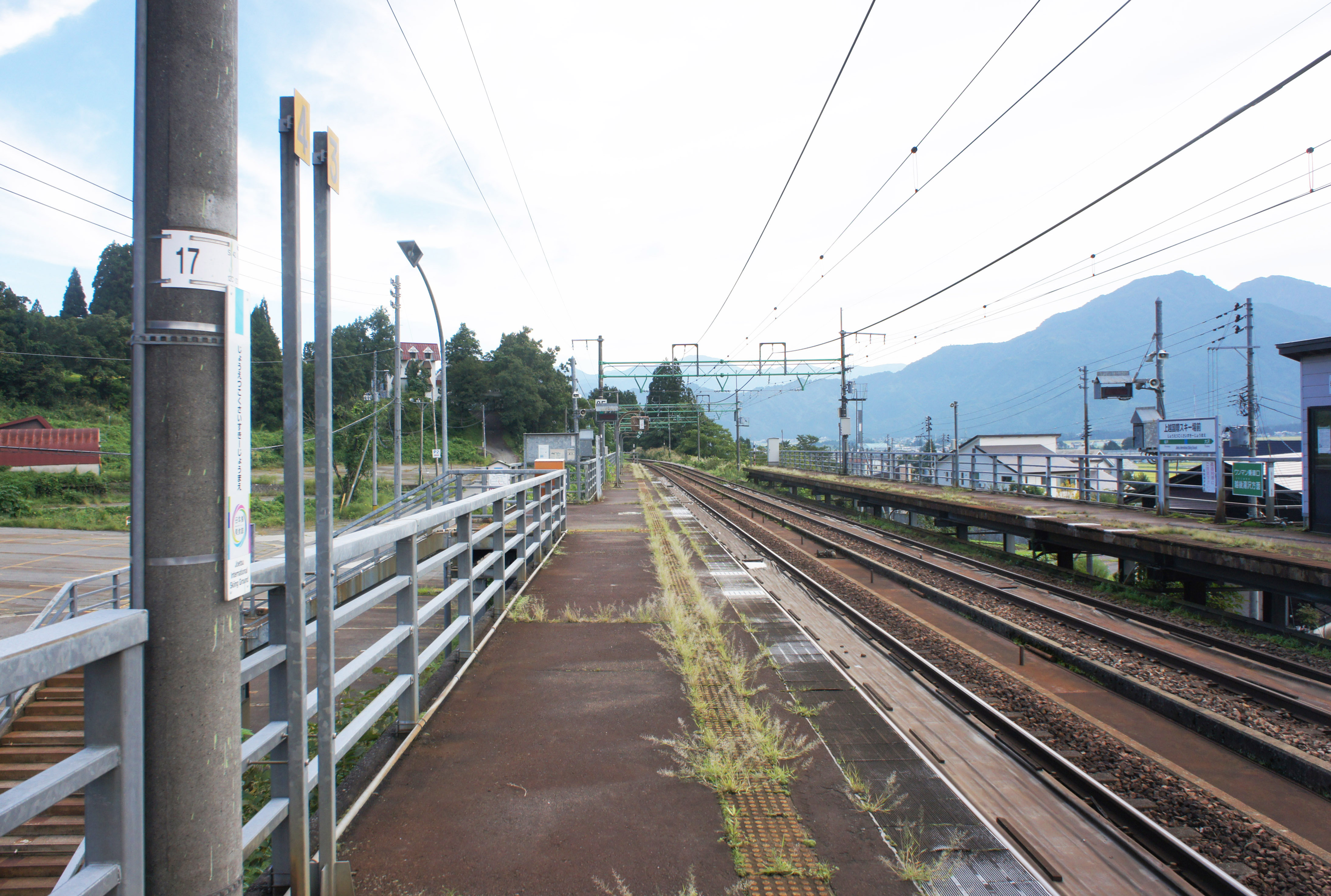
ホーム（2021年9月）

## 駅周辺
当駅を出てすぐスキー場駐車場およびゲレンデ入口となっている。
- 上越国際スキー場（冬季）・上越国際プレイランド（春 - 秋）
- ホテルグリーンプラザ上越（通年営業）

また、当駅西側に位置する樺沢城跡からは周囲を一望できる。

## バス路線
越後交通グループの南越後観光バスが運行する路線バス、および南魚沼市のコミュニティバス「市民バス」が当駅周辺を経由する。
上越国際スキー場入口
当駅から1.0 kmほど離れた場所に位置する。
- 南越後観光バス
  - MY 湯沢＝塩沢＝六日町 線（国道17号経由）[5][6]

中村
当駅から1.6 kmほど離れた場所に位置する。
- 南越後観光バス
  - MY 湯沢＝塩沢＝六日町 線（下舞子経由）[5][6]

上越国際スキー場前
スキー場の反対側、当駅を出て徒歩1分ほどの場所に位置する。
- 直行 湯沢駅前＝上越国際スキー場 - 冬季のみ運行。越後湯沢駅と当駅前を結んでいる。
- 市民バス
  - ■ 石打・竹俣コース[7]

このほか、ホテルグリーンプラザ上越が、当駅と同ホテルを結ぶ予約制の送迎バスを運行している。

## その他
当駅の駅名は、仮名表記では17文字あり、JRグループで1位の長さである。

## 隣の駅
東日本旅客鉄道（JR東日本）
■上越線（一部列車は当駅通過）
大沢駅 - 上越国際スキー場前駅 - 塩沢駅
北越急行
■ほくほく線（越後湯沢駅 - 六日町駅間はJR上越線）
全列車通過